# Rachida Krim
Rachida Krim (Alès, 17 febbraio 1955) è un'artista e regista francese.

## Biografia
Artista visiva esperta, insegna pittura e disegno prima di realizzare il suo primo cortometraggio, El Fatha, la storia di un matrimonio forzato.
Lavora per la televisione dopo l'uscita del suo film Sous les pieds des femmes.

## Filmografia

### Cinéma
- El Fatha (1992), cortometraggio
- Sous les pieds des femmes (1997)
- La Femme dévoilée (1998), cortometraggio insieme a Hamid Tassili

### Televisione
- Houria (2002), serie di 6 episodi
- Pas si simple (2010)
- Permis d'aimer (2012)